# Distribution spectrale d'énergie
Pour les articles homonymes, voir DSE et SED.
Une distribution spectrale d'énergie (DSE ; en anglais spectral energy distribution, SED) est un diagramme représentant la brillance ou la densité de flux en fonction de la fréquence ou de la longueur d'onde de la lumière. Ces diagrammes sont utilisés dans plusieurs branches de l'astronomie pour caractériser différentes sources astronomiques. Par exemple, en radioastronomie, une DSE avec un indice spectral négatif aux alentours de −0,7 indique une source de rayonnement synchrotron. En astronomie infrarouge, des DSE peuvent être utilisées pour classifier de jeunes objets stellaires.

## Détecteur pour distribution spectrale d'énergie
Les taux de comptage observés à partir d'une source de rayonnement astronomique donnée ne sont pas liés de façon simple au flux provenant de cette source, comme si c'était un flux incident rencontrant la couche supérieure de l'atmosphère terrestre. Cette absence de relation simple est due en grande partie aux propriétés complexes des détecteurs de rayonnement.
Ces propriétés des détecteurs peuvent être divisées ainsi :
- celles qui ne font qu'atténuer le faisceau, dont :
  1. l'atmosphère résiduelle entre la source et le détecteur,
  2. l'absorption dans la fenêtre du détecteur lorsqu'elle est présente,
  3. l'efficacité quantique du milieu de détection[1] ;

- celles qui redistribuent le faisceau en énergie détectée, comme :
  1. des phénomènes de fuite de photons de fluorescence,
  2. la résolution en énergie inhérente au détecteur[1].

## Pour approfondir
- (en) Eberhard Haug et Werner Nakel, The elementary process of Bremsstrahlung, River Edge NJ, World Scientific, 2004, 259 p. (ISBN 981-238-578-9, lire en ligne), Scientific lecture notes in physics, vol. 73
- Jakob Walcher, Brent Groves, Tamás Budavári, Daniel Dale, « Fitting the spectral energy distributions of galaxies »